# U-20-Fußball-Südamerikameisterschaft der Frauen 2018
Die U-20-Fußball-Südamerikameisterschaft der Frauen 2018 fand vom 13. bis zum 31. Januar 2018 in Ecuador statt und war die achte Ausgabe des Turniers.
Die zwei nach Abschluss des Turniers bestplatzierten Auswahlmannschaften qualifizierten sich für die U-20-Weltmeisterschaft 2018 in Frankreich. 
Aus der Veranstaltung ging die U-20 Brasiliens als Sieger hervor. Zweitplatzierte wurden die Auswahl Paraguays. Torschützenkönigin des Turniers war mit zwölf erzielten Treffern die Brasilianerin Geyse Ferreira.

## Spielorte
Die Partien der U-20-Südamerikameisterschaft fanden in drei Stadien statt.
- Estadio Bellavista – Ambato – 20.000 Plätze
- Estadio Olímpico Ibarra – Ibarra – 17.300 Plätze
- Estadio Olímpico de Riobamba – Riobamba – 14.400 Plätze

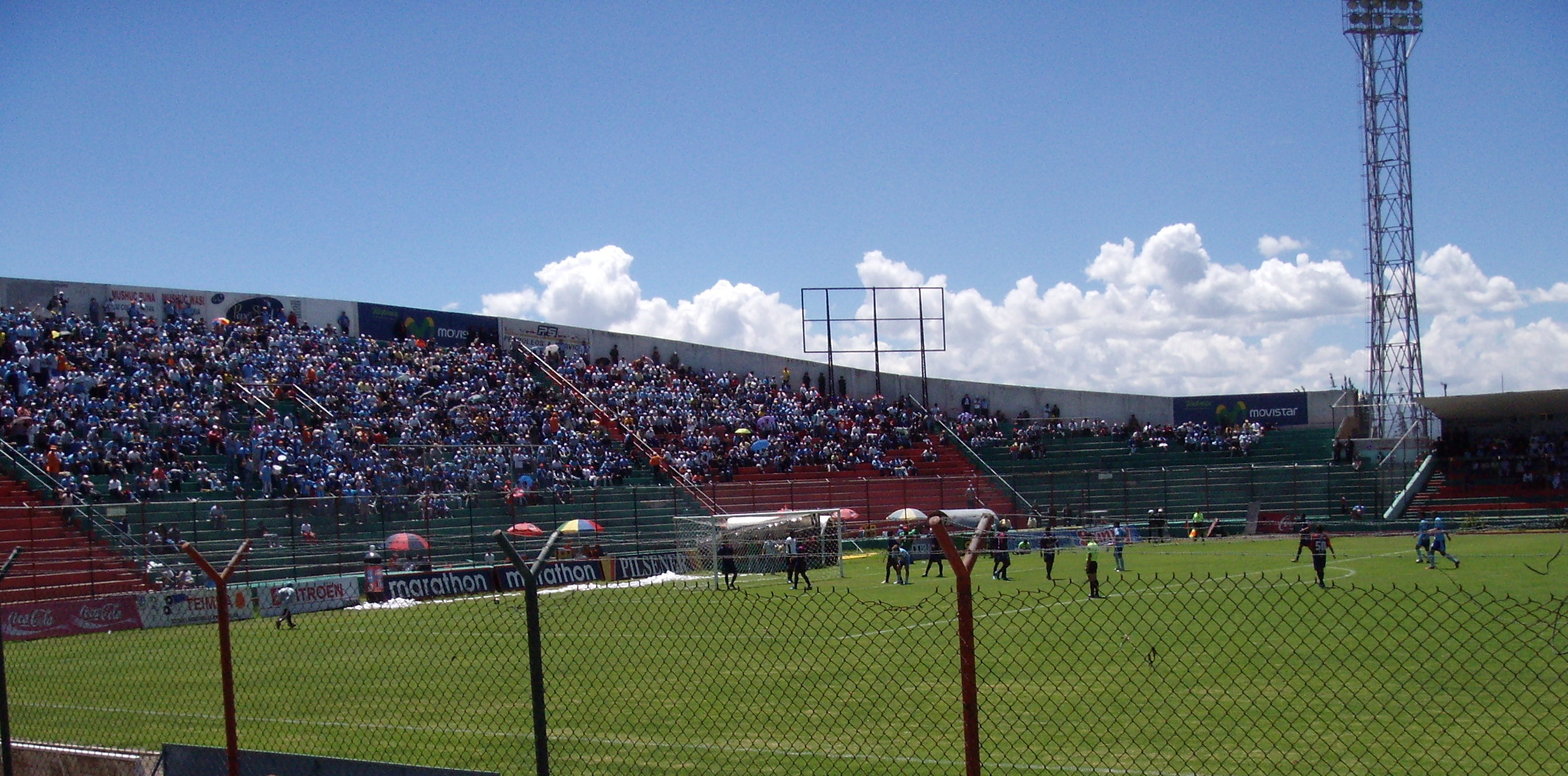
Estadio Bellavista
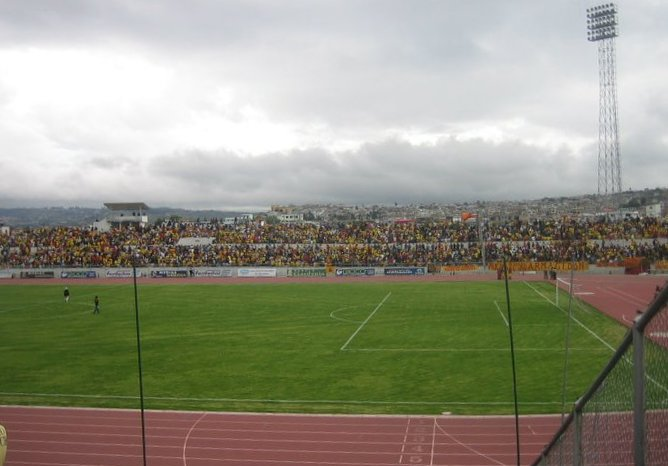
Estadio Olímpico Ibarra
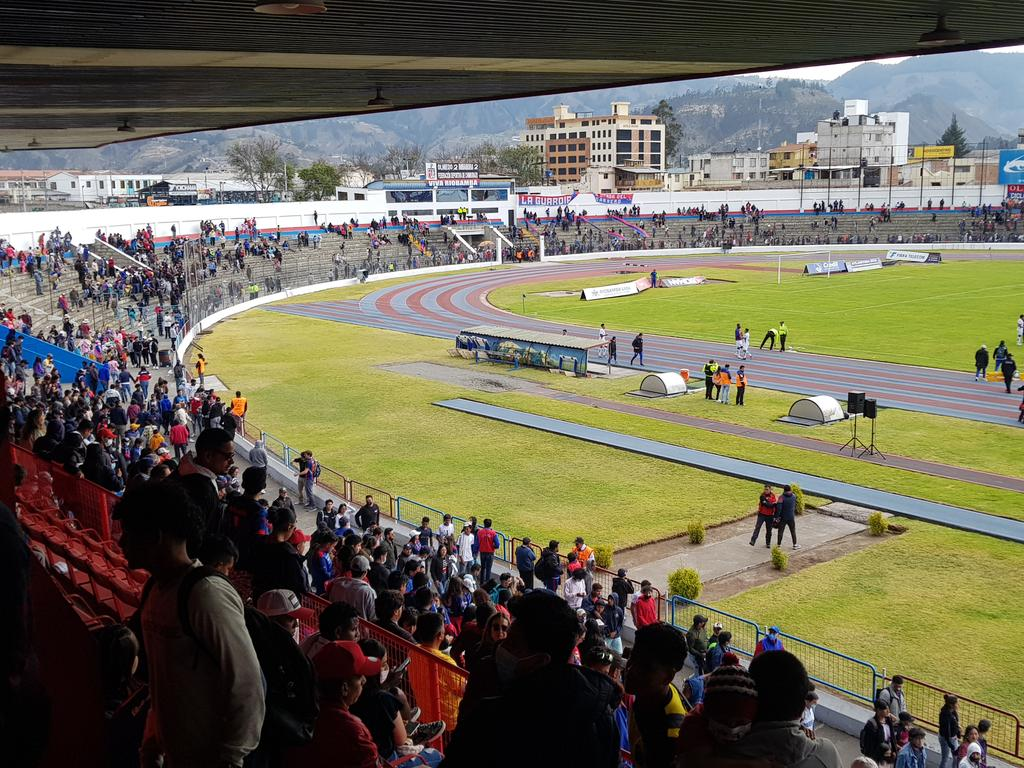
Estadio Olímpico de Riobamba

## Modus
Gespielt wurde eine Vorrunde in zwei Fünfer-Gruppen. Die anschließende Finalphase mit den zwei Gruppenbesten Mannschaften wurde ebenfalls im Gruppenmodus ausgetragen.
Es nahmen am Turnier die Nationalmannschaften Argentiniens, Boliviens, Brasiliens, Chiles, Ecuadors, Kolumbiens, Paraguays, Perus, Uruguays und Venezuelas teil.

## Gruppenphase

### Gruppe A
| Pl.                             | Land        | Sp. | S | U | N | Tore    | Diff. | Punkte |
| ------------------------------- | ----------- | --- | - | - | - | ------- | ----- | ------ |
| 1.                              | Paraguay    | 4   | 4 | 0 | 0 | 015:200 | +13   | 12     |
| 2.                              | Kolumbien   | 4   | 3 | 0 | 1 | 017:800 | +9    | 09     |
| 3.                              | Ecuador     | 4   | 1 | 0 | 3 | 004:800 | −4    | 03     |
| 4.                              | Argentinien | 4   | 1 | 0 | 3 | 004:900 | −5    | 03     |
| 5.                              | Peru        | 4   | 1 | 0 | 3 | 003:160 | −13   | 03     |
| Qualifiziert für die Finalrunde |             |     |   |   |   |         |       |        |

|                           |   |             |           |
| 13.1. in Estadio Riobamba |   |             |           |
| Kolumbien                 | – | Paraguay    | 1:6 (1:2) |
| Ecuador                   | – | Argentinien | 1:2 (1:2) |
| 15.1. in Estadio Riobamba |   |             |           |
| Argentinien               | – | Peru        | 1:2 (1:2) |
| Ecuador                   | – | Kolumbien   | 1:4 (0:2) |
| 17.1. in Estadio Riobamba |   |             |           |
| Kolumbien                 | – | Peru        | 9:0 (5:0) |
| Ecuador                   | – | Paraguay    | 0:2 (0:2) |
| 19.1. in Estadio Riobamba |   |             |           |
| Paraguay                  | – | Peru        | 4:1 (0:0) |
| Kolumbien                 | – | Argentinien | 3:1 (1:0) |
| 21.1. in Estadio Riobamba |   |             |           |
| Argentinien               | – | Paraguay    | 0:3 (0:2) |
| Peru                      | – | Ecuador     | 0:2 (0:1) |

### Gruppe B
| Pl.                             | Land      | Sp. | S | U | N | Tore    | Diff. | Punkte |
| ------------------------------- | --------- | --- | - | - | - | ------- | ----- | ------ |
| 1.                              | Brasilien | 4   | 4 | 0 | 0 | 013:000 | +13   | 12     |
| 2.                              | Venezuela | 4   | 2 | 1 | 1 | 003:300 | ±0    | 07     |
| 3.                              | Chile     | 4   | 2 | 0 | 2 | 009:400 | +5    | 06     |
| 4.                              | Uruguay   | 4   | 1 | 0 | 3 | 003:900 | −6    | 03     |
| 5.                              | Bolivien  | 4   | 0 | 1 | 3 | 002:140 | −12   | 01     |
| Qualifiziert für die Finalrunde |           |     |   |   |   |         |       |        |

|                         |   |           |           |
| 14.1. in Estadio Ibarra |   |           |           |
| Venezuela               | – | Uruguay   | 1:0 (1:0) |
| Brasilien               | – | Chile     | 3:0 (3:0) |
| 16.1. in Estadio Ibarra |   |           |           |
| Chile                   | – | Bolivien  | 5:0 (1:0) |
| Brasilien               | – | Venezuela | 2:0 (0:0) |
| 18.1. in Estadio Ibarra |   |           |           |
| Venezuela               | – | Bolivien  | 0:0       |
| Brasilien               | – | Uruguay   | 3:0 (0:0) |
| 20.1. in Estadio Ibarra |   |           |           |
| Uruguay                 | – | Bolivien  | 3:1 (1:1) |
| Venezuela               | – | Chile     | 1:0 (1:0) |
| 22.1. in Estadio Ibarra |   |           |           |
| Chile                   | – | Uruguay   | 4:0 (2:0) |
| Bolivien                | – | Brasilien | 0:5 (0:3) |

## Finalrunde
| Pl.                                                                                            | Land      | Sp. | S | U | N | Tore    | Diff. | Punkte |
| ---------------------------------------------------------------------------------------------- | --------- | --- | - | - | - | ------- | ----- | ------ |
| 1.                                                                                             | Brasilien | 3   | 3 | 0 | 0 | 017:100 | +16   | 09     |
| 2.                                                                                             | Paraguay  | 3   | 2 | 0 | 1 | 008:110 | −3    | 06     |
| 3.                                                                                             | Kolumbien | 3   | 1 | 0 | 2 | 004:800 | −4    | 03     |
| 4.                                                                                             | Venezuela | 3   | 0 | 0 | 3 | 001:100 | −9    | 0      |
| U-20-Südamerikameister und qualifiziert für die U-20-WM 2018 Qualifiziert für die U-20-WM 2018 |           |     |   |   |   |         |       |        |

|                             |   |           |           |
| 25.1. in Estadio Bellavista |   |           |           |
| Paraguay                    | – | Venezuela | 3:1 (3:1) |
| Brasilien                   | – | Kolumbien | 4:0 (2:0) |
| 28.1. in Estadio Bellavista |   |           |           |
| Brasilien                   | – | Venezuela | 5:0 (2:0) |
| Paraguay                    | – | Kolumbien | 4:2 (1:1) |
| 31.1. in Estadio Bellavista |   |           |           |
| Kolumbien                   | – | Venezuela | 2:0 (1:0) |
| Paraguay                    | – | Brasilien | 1:8 (0:2) |

## Schiedsrichterinnen
- Salomé di Iorio
- Sirley Cornejo
- Rejane Caetano
- Dione Rissios
- María Cornejo
- María Daza
- Zulma Quiñónez
- Priscila Vásquez
- Nadia Fuques
- Emikar Calderas Barrera